# 今井敏
今井 敏（いまい さとし、1955年 - ）は、日本の農水官僚。林野庁長官を経て、独立行政法人農林漁業信用基金理事長。

## 人物・経歴
群馬県北群馬郡吉岡町出身。群馬県立前橋高等学校、東京大学法学部卒業。
- 1980（昭和55）年4月 農林水産省入省
- 山形県農林水産部農政課長
- 農林水産省農蚕園芸局企画課課長補佐
- 農林水産省農蚕園芸局総務課課長補佐
- 農林水産省大臣官房企画室調査官
- 農林水産省大臣官房上席企画官
- 1999（平成11）年7月30日 水産庁漁政部企画課長
- 2002（平成14）年4月12日 農林水産省経営局経営政策課長
- 2004（平成16）年7月2日 農林水産省大臣官房企画評価課長[1]
- 2007（平成19）年7月10日 農林水産省大臣官房政策評価審議官兼経営局[2]
- 2009（平成21）年7月14日 農林水産省経営局長
- 2010（平成22）年7月30日 農林水産省生産局長
- 2012（平成24）年9月11日 農林水産省大臣官房長[3]
- 2015（平成27）年7月22日 林野庁長官
- 2017（平成29）年7月11日 辞職。
- 2018（平成30）4月1日 独立行政法人農林漁業信用基金理事長[4]。
- 2019（令和元）年5月 山形県専門職大学基本構想策定委員会委員
- 2020（令和2）年5月 山形県専門職大学基本計画検討委員会委員
- 2023（令和5）年5月 一般社団法人日本木造分譲住宅協会顧問[5]